# Pretisni omot
Pretisni omot (angleško blister – mehur) je vrsta ovojnine, ki se uporablja zlasti v farmaciji za tablete in kapsule. Sestavljata ga dva dela: del iz umetne mase, ki je običajno prosojna in je oblikovana v značilne mehurčke, v katerih so tablete ali kapsule, ter aluminijaste folije. Dela iz aluminijaste folije in umetne mase med seboj spojijo z varjenjem pri visoki temperaturi, lepljenjem ali pod visokim pritiskom. Ker je pretisni omot v neposrednem stiku z zdravilom, spada v farmacevtski tehnologiji med tako imenovano stično ovojnino.
Prednosti pretisnih omotov so higieničnost, zaščita pred atmosferskimi dejavniki in dober pregled nad številom porabljenega oziroma preostalega zdravila. Tablete lahko iz ovojnine vzamemo posamezno, kar naredimo preprosto s pritiskom na plastični mehurček, s čimer predremo folijo. Na aluminijasti foliji so običajno navedeni ime zdravila, vsebovana učinkovina in njen odmerek ter naziv izdelovalca. Na foliji pretisnih omotov za tablete za peroralno kontracepcijo je običajno tudi menstrualni koledar.